# Głos organowy

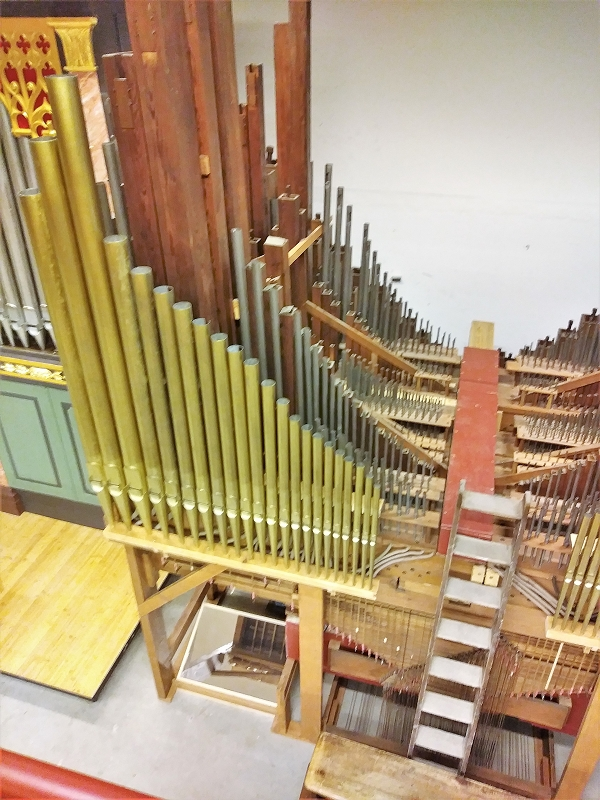
Wnętrze szafy organowej z widocznymi piszczałkami ustawionymi w rzędy – głosy organowe

Głos organowy, również rejestr – zespół piszczałek organowych mających jednakową barwę i natężenie dźwięku, z których każda wydaje jeden dźwięk skali muzycznej. Organy mają od kilku do kilkuset głosów. Piszczałki należące do jednego głosu są najczęściej ustawione pionowo w rzędach, od najdłuższej do najkrótszej. Głos organowy może być włączany i wyłączany; urządzenie, które do tego służy nazywa się przyrządem rejestrowym, kluczem rejestrowym lub rejestrem. 
Niektóre głosy organowe mają tyle samo piszczałek w rzędzie, ile jest klawiszy w manuale, tj. od 49 do 61, i obejmują zakres 4 do 5 oktaw; inne – głosy wielorzędowe – zbudowane są z kilku rzędów (chórów) – jeden klawisz uruchamia więcej niż jedną piszczałkę; jeszcze inne głosy obejmują mniej niż 4 oktawy. Głosy klawiatury nożnej zawierają 30–32 piszczałki.
Terminy oznaczające głosy organowe składają się z nazwy własnej, liczby (całkowitej lub mieszanej – z ułamkiem) określającej długość piszczałki o najniższej wysokości dźwięku w rzędzie, oraz – dla głosów mieszanych – ilości chórów, na przykład Trompet 8′, Mikstura 1 1/3′ IV.

## Podział

Niektóre formy piszczałek organowych wargowych z nazwami odpowiadających im głosów organowych: 1, 2 – pryncypał, 3 – viola di gamba, 4, 5 – flet otwarty, 6 – gemshorn, 7 – flet lejkowy, 8 – dulcjan, 9 – flet stożkowy, 10 – kopelflet, 11 – rurflet, 12 – gedakt, 13, 14 – flet kryty, 15 – kwintadena, 16 – stożkowy flet kryty

Niektóre formy piszczałek organowych języczkowych z nazwami odpowiadających im głosów organowych: 1 – trąbka (trompet), 2 – fagot lub szałamaja, 3 – obój, 4 – rożek angielski, 5 – krumhorn (specyficzna odmiana), 6 – regał trąbkowy, 7 – dulcjan (także krumhorn), 8 – vox humana (wzór franc.), 9 – regał (Spillregal), 10 – musette, 11 – musette (inna odmiana), 12 – regał stożkowy (także vox humana), 13 – trąbka kryta, 14 – fagot, 15 – szałamaja, 16 – sordun lub ranket

Głosy organowe (inaczej: rejestry) dzieli się na grupy wg kryteriów wymiarów, przynależności do klawiatury, związku z klawiaturą, zakresu klawiatury, sposobu brzmienia oraz sposobu powstawania dźwięku.

### Wymiary
Piszczałki organowe mają długość od 10 metrów do kilku centymetrów. Ze względu na ich wymiary, głosy dzieli się na wielkie i małe, przy czym granica podziału nie jest obiektywnie określona. Głos o nazwie Pryncypałbas 32′, którego największa piszczałka ma długość ok. 10 metrów nazywany jest wielkim; głos Sifflet 1′, z największą piszczałką o długości ok. 30 cm – małym.

### Przynależność do klawiatury
Każdy głos organowy jest za pośrednictwem wiatrownicy przydzielony do jednej klawiatury. Ze względu na przynależność do klawiatury ręcznej (manuału) i klawiatury nożnej (pedału), głosy dzieli się na manuałowe i pedałowe. Pierwsze zazwyczaj mają od 49 do 61 piszczałek, drugie – 30 do 32.

### Związek z klawiaturą
Niektóre organy wyposażone są w mechanizm umożliwiający transmitowanie (przekazywanie) części lub całości głosu z domyślnie przypisanej im klawiatury na inną. Ze względu na związek z klawiaturą głosy dzieli się na stałe i transmitowane. Głos stały należy do jednej klawiatury. Głos transmitowany może należeć w części lub w całości do kilku klawiatur. Głosy transmitowane mają osobne włączniki w każdej z przyjmujących transmisję klawiatur, i mogą mieć przydzielone różne nazwy, np. 30 najniżej brzmiących piszczałek należącego do manuału głosu Burdon 16′ jest transmitowana do pedału pod nazwą Echobas 16′.

### Zakres klawiatury
Klawiatury organowe obejmują zazwyczaj 5 (ręczne) i ok. 2,5 oktawy (nożne). Ze względu na to, czy głos obejmuje całą klawiaturę, czy jej część, dzieli się głosy na zupełne – obejmujące całą klawiaturę, i półgłosy – obejmujące część klawiatury. Przykładowo, dolny rejestr klawiatury (jej lewą część) może zajmować głos o nazwie Fagot 8′, a górny rejestr głos Obój. W innej konfiguracji druga część klawiatury może pozostać niezagospodarowana.

### Sposób brzmienia
Piszczałki głosów organowych przyporządkowane są do konkretnych klawiszy klawiatur. Zakresy wysokości dźwięków głosów i klawiatur nie zawsze się pokrywają, i w takim przypadku głosy przyporządkowane są do klawiszy nie odpowiadających ich zakresowi wysokości – brzmią inaczej niż wskazywałby na to naciśnięty klawisz. Ze względu na sposób brzmienia głosy dzieli się na główne (zasadnicze) normalne, główne (zasadnicze) oktawowe, pomocnicze pojedyncze (poboczne) i pomocnicze złożone (mieszane).
Dźwięk głosów głównych (zasadniczych) normalnych pokrywa się co do nazwy oktawy z nazwą klawisza – naciśnięcie klawisza np. c¹ powoduje zabrzmienie piszczałki wydającej dźwięk c¹.
Dźwięk głosów głównych (zasadniczych) oktawowych pokrywa się co do nazwy z nazwą klawisza, ale nie pokrywa się z jego oktawą – naciśnięcie klawisza powoduje zabrzmienie piszczałki wydającej dźwięk odległy od nazwy klawisza o oktawę, dwie lub trzy (w górę lub w dół).
Dźwięk głosów pomocniczych pojedynczych (pobocznych) nie pokrywa się z nazwą klawisza – naciśnięcie klawisza powoduje zabrzmienie piszczałki wydającej 3., 5. lub 7. ton harmonicznych głosu głównego (zasadniczego) normalnego lub oktawowego.
Dźwięk głosów pomocniczych złożonych (mieszanych) nie pokrywa się z nazwą klawisza i jest tzw. miksturą – połączeniem kilku głosów pomocniczych pojedynczych (pobocznych) i czasami głównych (zasadniczych) oktawowych.

### Sposób powstawania dźwięku
Piszczałki, z których zbudowane są głosy dzieli się na wargowe i języczkowe. Podobnie głosy – ze względu na sposób powstawania dźwięku dzieli się na wargowe i języczkowe. Większość w każdym instrumencie stanowią głosy wargowe; głosów języczkowych może w ogóle nie być, lub stanowią od 10% do maksymalnie 25% (głównie instrumenty produkowane w regionie Półwyspów Iberyjskiego i Apenińskiego oraz Rumunii).
Ze względu na charakter brzmienia i z uwzględnieniem sposobu powstawania dźwięku, głosy organowe dzieli się na pięć grup: Pryncypały, Flety, głosy kryte, głosy smyczkowe i głosy języczkowe. Pierwsze cztery grupy to głosy zbudowane z piszczałek wargowych:
- Pryncypały to podstawowe głosy każdych organów, nadające im charakterystycznego, typowo organowego brzmienia. We właściwie ułożonej dyspozycji głosy pryncypałowe tworzą tzw. piramidę Pryncypałów – komplet głosów zasadniczych, pomocniczych i mieszanych obejmujących (w zależności od rozmiaru instrumentu) pełną, możliwie szeroką skalę dźwiękową[12]. W grupie Pryncypałów występują m.in. głosy zasadnicze o takiej samej nazwie – Pryncypały, głosy ustawiane zazwyczaj na przedzie i w prospekcie – Prestanty, głosy transponujące o jedną oktawę – Oktawy, oraz głosy transponujące o dwie oktawy – Superoktawy[13].
- Flety są zbliżone barwą do fletu używanego w orkiestrze. Stosowane razem z Pryncypałami pogłębiają ich brzmienie, a samodzielnie – urozmaicają brzmienie organów. Brzmią dobrze i czysto zarówno w grze akordowej, jak i solowej[14]. Flety należące do głosów zasadniczych dzieli się na cylindryczne szerokie, cylindryczne wąskie oraz koniczne[15].
- Głosy kryte zbudowane są z piszczałek krytych[14] i, jako takie, mają przytłumioną barwę dźwięku[16]. Nadają się szczególnie do prowadzenia melodii na tle akompaniujących głosów fletowych i wzbogacają paletę barw organów[14]. Podgrupami głosów krytych są m.in. Subbasy, Gedakty, Burdony i Kwintadeny[17].
- Głosy smyczkowe są zbliżone barwą do instrumentów smyczkowych. Mają szeroką skalę barw (od mocnych, przez łagodne, do zupełnie delikatnych) i zawsze stanowią uzupełnienie a nie podstawę brzmienia organów. W tzw. organach romantycznych, imitujących brzmienie orkiestry, są istotnym składnikiem dyspozycji[14]. Przykładami głosów smyczkowych są Kontrabasy, Viole, Salicjonały, Aeoliny, Dulciany i Cymbały[18].
- Głosy języczkowe zbudowane są z piszczałek języczkowych i zbliżone są barwą brzmienia do instrumentów dętych ze stroikiem. Dzieli się je na dwie grupy: mocnobrzmiące i przeznaczone głównie do akompaniamentu Puzony, Trąby itp. oraz jasne, umiarkowanie silne i przeznaczone głównie do gry solowej Oboje, Klarnety, Krumhorny itp[19].